# 贝尔南
贝尔南（法語：Bernin，法語發音：[bɛʁnɛ̃]）是法国伊泽尔省的一个市镇，位于该省中南部偏东，属于格勒诺布尔区。

## 地理
贝尔南（45°16'6"N, 5°51'54"E）面积7.67 平方千米，位于法国奥弗涅-罗讷-阿尔卑斯大区伊泽尔省，该省份为法国东南部内陆省份，北起顺时针与安省、萨瓦省、上阿尔卑斯省、德龙省、阿尔代什省、卢瓦尔省和罗讷省。
与贝尔南接壤的市镇（或旧市镇、城区）包括：圣纳泽尔莱塞姆、维拉尔博诺、克罗勒、小岩高原镇。

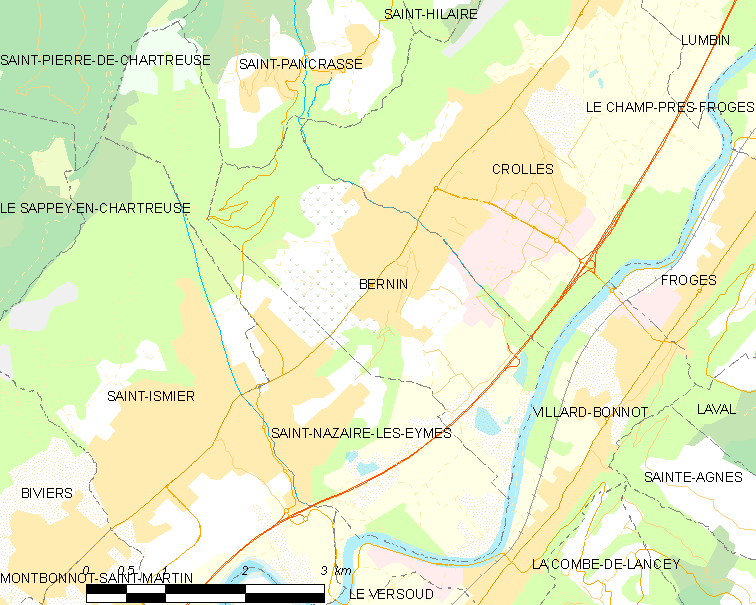
贝尔南的OSM定位图

贝尔南的时区为UTC+01:00、UTC+02:00（夏令时）。

## 行政
贝尔南的邮政编码为38190，INSEE市镇编码为38039。

## 政治
贝尔南所属的省级选区为中格雷西沃当县。

## 人口

1962-2008年间贝尔南人口变化图示

贝尔南于2022年1月1日时的人口数量为3230人。